# Матюшенко В'ячеслав Вікторович
В'ячеслав Вікторович Матюшенко (нар. 2 жовтня 1975, смт Буди, Харківська область, УРСР, СРСР) — український та російський футболіст, захисник, футбольний функціонер та тренер.

## Життєпис
Вихованець СДЮШОР «Металіст» (Харків). До 1999 року виступав у клубах нижчих українських ліг. У 1999 році провів п'ять матчів у вищій лізі за «Чорноморець» (Одеса). У 2000-2011 роках грав за російські клуби нижчих ліг. У 2011-2013 роках — граючий головний тренер тосненського «Руана». У травні — червні 2014 року виконував обов'язки головного тренера ФК «Тосно».
Випускник Харківського державного інституту фізичної культури. Генеральний директор федерації футболу Ленінградської області.